# Kaan Ayhan
Kaan Ayhan (Gelsenkirchen, Alemania, 10 de noviembre de 1994) es un futbolista alemán nacionalizado turco. Juega de defensa y su equipo es el Galatasaray S. K. de la Superliga de Turquía.

## Trayectoria
Se unió a las divisiones inferiores del F. C. Schalke 04 cuando tenía cuatro años de edad. El 18 de enero de 2012 selló un contrato profesional con el Schalke, el cual duraba hasta el 30 de junio de 2015. Se le asignó la camiseta número 24. Hizo su debut contra el F. C. Augsburgo en una victoria por 4-1 el 5 de octubre, ingresando en reemplazo de Ádám Szalai. El 3 de mayo de 2014 marcó su primer gol en la Bundesliga a los 13 minutos, en la victoria por 2-0 contra el S. C. Friburgo.

## Selección nacional
Siendo un jugador con doble nacionalidad, turca y alemana, fue convocado tanto por las selecciones inferiores de Turquía como por la de Alemania. En octubre de 2013 fue seleccionado para la selección sub-21 de Turquía.

### Participaciones en Eurocopas
| Copa          | Sede     | Resultado        | Partidos | Goles |
| ------------- | -------- | ---------------- | -------- | ----- |
| Eurocopa 2020 | Europa   | Primera fase     | 3        | 0     |
| Eurocopa 2024 | Alemania | Cuartos de final | 5        | 0     |

## Estadísticas
Actualizado al último partido disputado el 30 de mayo de 2025.
| Club | Div.          | Temporada     | Liga  | Liga  | Copas nacionales(1) | Copas nacionales(1) | Copas internacionales(2) | Copas internacionales(2) | Total | Total |
| Club | Div.          | Temporada     | Part. | Goles | Part.               | Goles               | Part.                    | Goles                    | Part. | Goles |
| --- | ------------- | ------------- | ----- | ----- | ------------------- | ------------------- | ------------------------ | ------------------------ | ----- | ----- |
| F. C. Schalke 04 · Alemania | 1.ª           | 2013-14       | 14    | 1     | 0                   | 0                   | 1                        | 0                        | 15    | 1     |
| F. C. Schalke 04 · Alemania | 1.ª           | 2014-15       | 15    | 0     | 0                   | 0                   | 4                        | 0                        | 19    | 0     |
| F. C. Schalke 04 · Alemania | 1.ª           | 2015-16       | 1     | 0     | 0                   | 0                   | 4                        | 0                        | 5     | 0     |
| F. C. Schalke 04 · Alemania | Total club    | Total club    | 30    | 1     | 0                   | 0                   | 9                        | 0                        | 39    | 1     |
| Eintracht Fráncfort · Alemania | 1.ª           | 2015-16       | 2     | 0     | 0                   | 0                   | —                        | —                        | 2     | 0     |
| Eintracht Fráncfort · Alemania | Total club    | Total club    | 2     | 0     | 0                   | 0                   | 0                        | 0                        | 2     | 0     |
| Fortuna Düsseldorf · Alemania | 2.ª           | 2016-17       | 23    | 1     | 1                   | 0                   | —                        | —                        | 24    | 1     |
| Fortuna Düsseldorf · Alemania | 2.ª           | 2017-18       | 31    | 1     | 1                   | 0                   | —                        | —                        | 32    | 1     |
| Fortuna Düsseldorf · Alemania | 1.ª           | 2018-19       | 28    | 4     | 3                   | 0                   | —                        | —                        | 31    | 4     |
| Fortuna Düsseldorf · Alemania | 1.ª           | 2019-20       | 31    | 2     | 3                   | 0                   | —                        | —                        | 34    | 2     |
| Fortuna Düsseldorf · Alemania | Total club    | Total club    | 113   | 8     | 8                   | 0                   | 0                        | 0                        | 121   | 8     |
| U. S. Sassuolo Calcio · Italia | 1.ª           | 2020-21       | 19    | 0     | 1                   | 0                   | —                        | —                        | 20    | 0     |
| U. S. Sassuolo Calcio · Italia | 1.ª           | 2021-22       | 23    | 1     | 1                   | 0                   | —                        | —                        | 24    | 1     |
| U. S. Sassuolo Calcio · Italia | 1.ª           | 2022-23       | 10    | 0     | 1                   | 1                   | —                        | —                        | 11    | 1     |
| U. S. Sassuolo Calcio · Italia | Total club    | Total club    | 52    | 1     | 3                   | 1                   | 0                        | 0                        | 55    | 2     |
| Galatasaray S. K. Turquía | 1.ª           | 2022-23       | 5     | 0     | 1                   | 1                   | —                        | —                        | 6     | 1     |
| Galatasaray S. K. Turquía | 1.ª           | 2023-24       | 35    | 1     | 1                   | 0                   | 12                       | 0                        | 48    | 1     |
| Galatasaray S. K. Turquía | 1.ª           | 2024-25       | 30    | 0     | 5                   | 0                   | 8                        | 0                        | 43    | 0     |
| Galatasaray S. K. Turquía | Total club    | Total club    | 70    | 1     | 7                   | 1                   | 20                       | 0                        | 97    | 2     |
| Total carrera | Total carrera | Total carrera | 267   | 11    | 18                  | 2                   | 29                       | 0                        | 314   | 13    |
| (1) Incluye datos de la Copa de Alemania, Copa Italia, Copa de Turquía y Supercopa de Turquía. (2) Incluye datos de la Liga de Campeones de la UEFA y Liga Europa de la UEFA. |               |               |       |       |                     |                     |                          |                          |       |       |

## Palmarés

### Campeonatos nacionales
| Título               | Club               | País     | Año     |
| -------------------- | ------------------ | -------- | ------- |
| 2. Bundesliga        | Fortuna Düsseldorf | Alemania | 2017-18 |
| Superliga de Turquía | Galatasaray S. K.  | Turquía  | 2022-23 |
| Supercopa de Turquía | Galatasaray S. K.  | Turquía  | 2023    |
| Superliga de Turquía | Galatasaray S. K.  | Turquía  | 2023-24 |
| Copa de Turquía      | Galatasaray S. K.  | Turquía  | 2024-25 |
| Superliga de Turquía | Galatasaray S. K.  | Turquía  | 2024-25 |